# Hierodula lamasonga
Hierodula lamasonga är en bönsyrseart som beskrevs av Giglio-tos 1912. Hierodula lamasonga ingår i släktet Hierodula och familjen Mantidae. Inga underarter finns listade i Catalogue of Life.